# الجبل بيننا (فلم)
الجبل بيننا (بالإنجليزية: The Mountain Between Us) هو فيلم فيلم كوارث ودراما رومانسية أمريكي صدر سنة 2017. الفيلم من إخراج هاني أبو أسعد. الفيلم من بطولة إدريس إلبا وكيت وينسليت بدور جراح وصحفية على التوالي، ومشاركة كل من ديرموت مولروني وبو بريدجز.
الفيلم يتحدث عن جراح دماغ (إدريس إلبا) وصحفية (كيت وينسليت)، واللذان ينجوان من حادث تحطم طائرة على إحدى القمم الجبلية المعزولة، رفقة كلب، على الرغم من الإصابات التي تعرضا لها والأحوال الجوية القاسية.
الفيلم عرض لأول مرة في 9 سبتمبر 2017، في مهرجان تورونتو السينمائي الدولي. وقد تم إصداره في الولايات المتحدة يوم السادس من أكتوبر لذات السنة، من طرف تونتيث سينتشوري فوكس.

## القصة
تتحدث القصة عن اليكس التي كانت على وشك السفر لحضور حفل زفافها وبين الجراح الذي لديه جراحه مهمه لطفل تتقاطع طرقهم وتقترح اليكس قاصدة مساعده بين إلى الذهاب معها بطائرة خاصة ويذهبان على متن طائرة يقودها عجوز غريب الاطوار مع كلبه يصاب العجوز اثناء الرحلة بنوبه قلبيه اثناء الطيران مما يجعل الطائرة تتحطم ويموت ويبقى اليكس وببن وهناك يبدا الصراع لمواجهة الثلوج والبقاء على قيد الحياة

## طاقم التمثيل
- إدريس إلبا بدور الدكتور بين باس، جراح أعصاب.
- كيت وينسليت بدور أليكس مارتن، صحفية مصورة.
- ديرموت مولروني بدور مارك، خطيب أليكس.
- بو بريدجز بدور والتر، قائد الطائرة المستأجرة.

## الموسيقى
المؤلف الموسيقي الإيراني-الألماني رامين جوادي قام بتأليف موسيقى الفيلم. أما تريلر الفيلم فقد جاءت فيه أغنية «الغسق حتى الفجر» (بالإنجليزية: Dusk Till Dawn) للمغني الإنجليزي زين مالك والمغنية الأسترالية سيا كموسيقى تصويرية رسمية للفيلم.

## الإصدار
عرض الفيلم لأول مرة في مهرجان تورونتو السينمائي الدولي، في 9 سبتمبر 2017. وقد كان من المقرر إصداره في الولايات المتحدة يوم 20 أكتوبر لذات السنة، ولكن تم تقديمه للسادس من ذات الشهر.

### شباك التذاكر
اعتبارا من 21 ديسمبر 2017، حقق الجبل بيننا عائدات بقيمة 30.3 مليون دولار في الولايات المتحدة وكندا، وما مجموعه 30.7 بالنسبة لعائدات باقي مناطق العالم، بإجمالي عائدات عالمية بلغ 62.3 مليون دولار، مقابل ميزانية إنتاج بلغت 35 مليون دولار.

### الإستقبال النقدي
تلقى الفيلم إشادة كبيرة من معظم النقاد. حصل الفيلم على تقييم 41% على موقع الطماطم الفاسدة مع متوسط تقييم 5.2/10، بناءً على 146 مراجعة. الإجماع النقدي للموقع نص على: «الجبل بيننا قد يكون بعيد المنال لينال تقدير بعض المشاهدين، ولكن الأداء المثير للإعجاب لإدريس إلبا وكيت وينسليت يمكن أن يغطي عن ذلك». أما على موقع ميتاكريتيك فقد حصل الفيلم على معدل 48 من 100 بناء على 37 مراجعة.

## وصلات خارجية
- مقالات تستعمل روابط فنية بلا صلة مع ويكي بيانات

لا توجد روابط لمواقع التواصل الاجتماعي.